# Tynnelsö (ö)

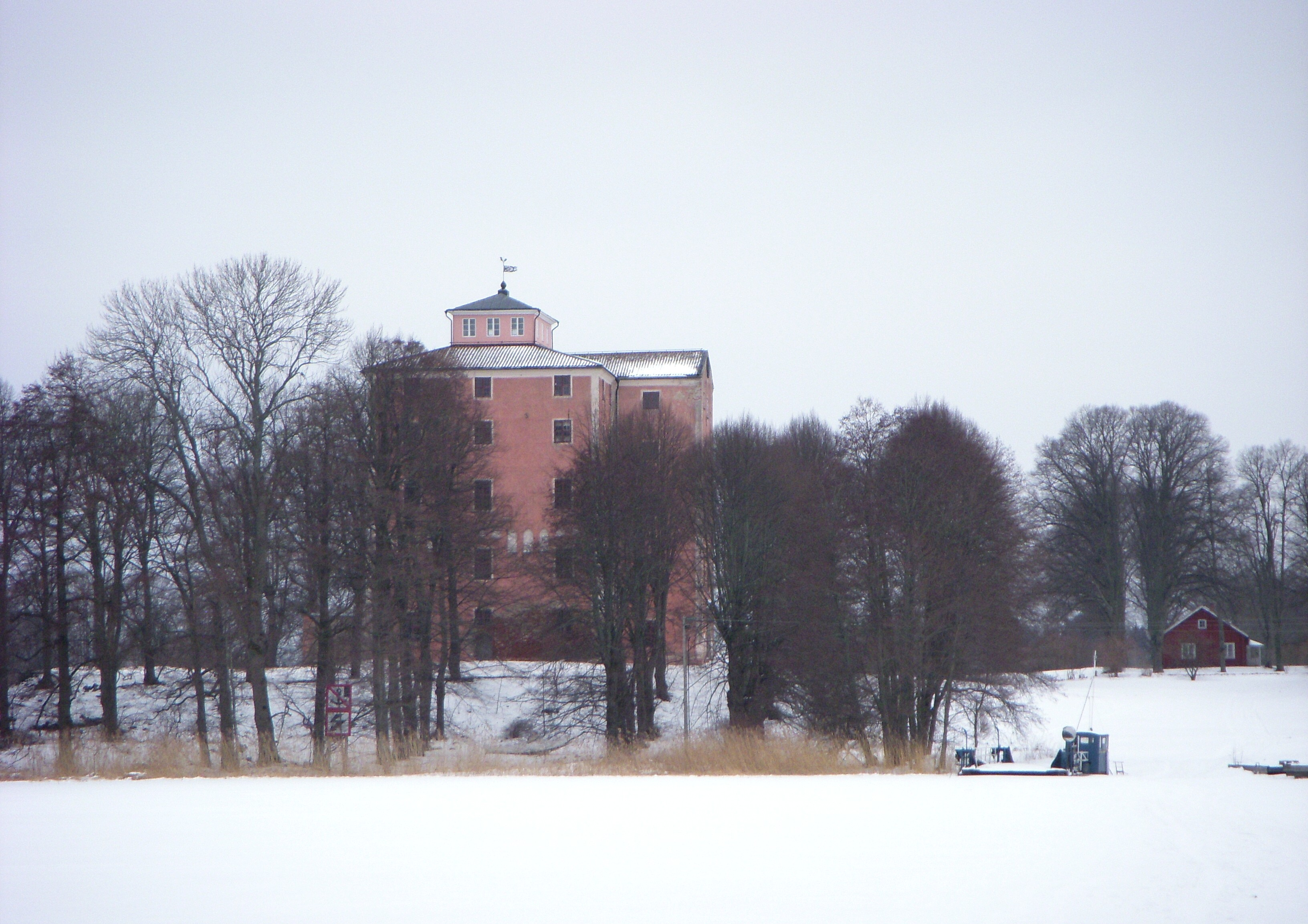
Tynnelsö med Tynnelsö slott.

Tynnelsö är en ö i Överselö socken, Strängnäs kommun i Mälaren utanför Strängnäs i Södermanland. Ön har en yta på 2,75 kvadratkilometer.
Tynnelseö har tidigare främst bestått av Tynnelsö slotts marker. Frånräknat själva slottet som tillhör Statens Fastighetsverk sedan 1997, är ön privatägd. Under slottets blomstringstid bodde många människor på ön, men numera finns bara ett hushåll och 2012 fanns två fastboende på ön. Aktivt jordbruk har dock fortsatt att bedrivas på ön, även under den period omkring 1980 då ön helt saknade bofast befolkning.
En privatägd linfärja förbinder ön med fastlandet. På ön finns gammal ekskog med sällsynta lavar.
Sedan 2003 finns naturreservat på både södra och norra delarna av ön, Tynnelsö Djurgård och Tynnelsö Prästholmen.